# Autechre
Gli Autechre sono un gruppo musicale inglese di musica elettronica sperimentale, composto da Rob Brown e Sean Booth, entrambi nativi di Rochdale, attivi dal 1987. Il gruppo incide da sempre per la Warp Records, un'etichetta discografica nota nel mondo della musica elettronica contemporanea. Il loro stile è indecifrabile ed in continua evoluzione. Sfuggono da sempre ad ogni classifica di genere, definendo la loro musica semplicemente "Autechre".
Avanti nella loro discografia si va incontro ad una profonda sperimentazione fatta da strutture in continuo mutamento, ritmi irregolari, talvolta astratti, melodie austere e procedimenti generativi, elementi che tendono a costruire una musica dalla grande complessità sia compositiva che tecnica. Inoltre sono noti per il loro uso unico dei suoni non convenzionali ricavati dall'uso della sintesi granulare.
Dal 1991 hanno prodotto più di 30 pubblicazioni fra album, EP, lavori con altri pseudonimi tra cui Lego Feet e collaborazioni. Furono inoltre tra gli artefici, nel 2000, del festival musicale All Tomorrow's Parties, del quale curano le edizioni dal 2003.
Secondo la critica contemporanea "gli Autechre creano alcuna della musica più complessa che si possa mai pensare di ascoltare" e sono da essa riconosciuti come "pionieri nella musica sperimentale".

## Origine del nome"Autechre"
Curiosa è la genesi del nome del duo il quale, stando a quanto detto dai membri del gruppo, non ha una pronuncia definita, in quanto sarebbe nato dal premere casualmente dei tasti su una tastiera e scelto poi dal gruppo in quanto "gradevole al suono". Il gruppo ha comunque inciso anche con altri pseudonimi, quali Lego Feet (specialmente nelle primissime pubblicazioni) e Gescom, un progetto misterioso attribuito appunto agli Autechre così come ad altri artisti.
Ad ogni modo, i due membri pronunciano il proprio nome come aw-tek-ər.

## Storia

### Inizi (1987–1992)

Il logo degli Autechre (ae).

Brown e Booth si incontrano nella scena hip hop della contea Greater Manchester e formano il gruppo nel 1987. Iniziarono a frequentarsi per i loro interessi comuni quali BMX, graffiti e break dance. Iniziarono presto a comporre musica insieme accumulando equipaggiamento economico, in particolare un campionatore Casio SK-1 ed una drum machine TR606 della Roland. Fu così che vennero prodotte le loro prime registrazioni racchiuse nell'EP Lego Feet, pubblicato nel 1991. Il nome Autechre inizia però a venire fuori più tardi, quelli stesso anno, nell'EP Cavity Job, pubblicato anch'esso come il precedente con l'etichetta Skam Records, della loro stessa città.
La fama iniziò però arrivare nel 1992 quando vennero ingaggiati dalla più nota Warp Records ed inclusi nella compilation Artificial Intelligence assieme ad Aphex Twin, The Orb, Richie Hawtin ed altri.

### IncunabulaeAmber(1993–1994)
Il debutto ufficiale sarà del 1993 ed è rappresentato dall'album Incunabula, che raccoglie diverse produzioni precedenti della band. Da qui in poi inizia un periodo molto proficuo per il duo, che arriverà a pubblicare un album all'anno fra il 1993 e il 1998 (oltre a numerosi EP). 
Dall'EP di remix che segue Incunabula viene estratto il brano Basscadet, di cui viene realizzato un video ad opera di Jess Scott-Hunter.
Nel 1994 viene pubblicato l'album Amber. La direzione di questi album è fortemente influenzata dall'elettronica della Berlin school e presenta uno stile che è a metà tra la techno ambientale e l'IDM, genere di cui gli Autechre, insieme ad altri artisti della Warp Records come Aphex Twin, diventeranno il vero e proprio simbolo durante tutto il corso degli anni '90.
L'EP Anti è un album di denuncia nei confronti del provvedimento preso nel 1994 dal Parlamento britannico ed atto a proibire in maniera drastica i rave party.

### Tri Repetae,Chiastic SlideeLP5(1995–1999)
Nel 1995 viene pubblicato l'album Tri Repetae, terzo lavoro discografico per il gruppo, quasi contemporaneo agli EP Anvil Vapre e Garbage. Questi dischi, globalmente associati nel set Tri Repetae++, sono spesso considerati un caposaldo della musica elettronica degli anni novanta poiché contengono elementi di molti stili di elettronica combinati insieme, tra cui techno, ambient, IDM, industrial e sperimentale. Particolarmente lavorata è la ritmica pressoché meccanica dei brani, ispirata ai movimenti e alle pulsazioni dei meccanismi industriali.
Il video promozionale del brano Second Bad Vilbel è diretto dall'artista inglese Chris Cunningham.
Nel 1996 viene pubblicato il vinile We R Are Why, contenente due tracce. 
Nel 1997 escono invece tre lavori: l'album Chiastic Slide e gli EP Envane e Cichlisuite. Quest'ultimo EP (da pronunciare come "sickly sweet") consiste in cinque remix del brano Chili, già presente in Chiastic Slide. Il successivo lavoro è Envane, che contiene numerosi sample e scratching.

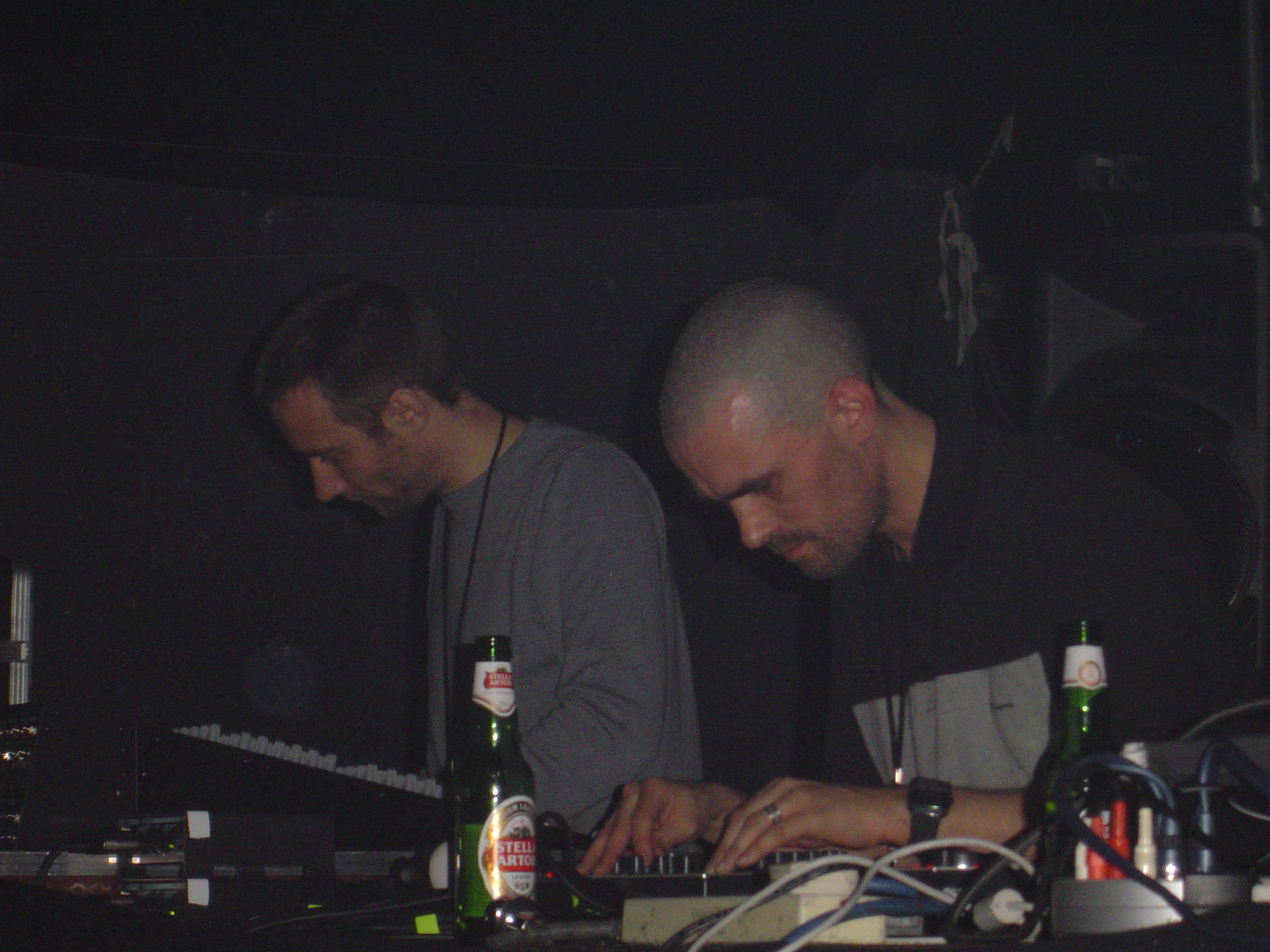
Gli Autechre in esibizione al SeOne club di Londra.

Un disco senza titolo (comunemente conosciuto come LP5 o Autechre) viene pubblicato nel 1998. Si tratta di un disco di transizione tra lo stile tipicamente ambient dei primi lavori ai successivi, incentrati poco sulla melodia e molto sulla sperimentazione. Nel 1999 il gruppo pubblica una sessione registrata nel 1995 alla BBC Radio 1 con John Peel e facente parte della serie Peel Session. Inoltre viene pubblicato un EP ad edizione limitata intitolato Splitrmx12. Nel 1999 esce invece EP7.

### Confield,Draft 7.30,Untilted(2000–2007)
Il nuovo millennio inizia per il gruppo con un drastico cambiamento nello stile, dimostrato da Confield (Warp, 2001), Draft 7.30 (2003) e dall'EP Gantz Graf (2002). Da questo momento in poi il duo si cimenta in una profonda sperimentazione, lavorando su strutture di brani in continuo mutamento, ritmi irregolari, suoni astratti e austeri e procedimenti generativi, elementi che renderanno la loro musica progressivamente sempre più complessa e ostile per l'ascoltatore. Gli Autechre sono a questo punto conosciuti per i loro suoni analogici freddi e abrasivi, molti dei quali nati dall'uso della sintesi granulare, dalla quale si ottengono i microsound, suoni minuscoli che combinati insieme creano a loro volta "nuovi" suoni di grande impatto acustico.
Le reazioni da parte dei critici e dei fan alla pubblicazione di Confield furono miste, sebbene generalmente positive. Stando a Sean Booth: "Gran parte di Confield è originato tramite esperimenti fatti con Max/Msp, per niente applicabili nel solito ambiente da club."
Per quanto riguarda i loro studi ritmici, Sean Booth dichiarò dopo l'uscita di Draft 7.30: "Il ritmo non sembra limitarci come ai tempi dei nostri inizi. Ora penso lo percepiamo meglio, siamo del tutto fluenti nell'usarlo e renderlo più espressivo."
Nel 2002 esce la seconda sessione per gli Autechre facente parte delle Peel Session, registrata questa volta nel 1999 e pubblicata sotto forma di EP (quattro tracce). Collaborano in questo periodo con Hafler Trio.
Untilted (un gioco di parole tra il termine "untitled" ossia "senza titolo" e il termine "tilt") è l'ottavo album del duo, pubblicato nel 2005. Questo lavoro continua sulla falsariga dei precedenti ed è seguito da un breve tour che tocca Europa, America del Nord e Giappone.

### Quaristice,OverstepsedExai(2008–2013)
Nei primi mesi del 2008 viene pubblicato Quaristice che, al contrario di Untilted e degli altri album, contiene un numero di tracce maggiori (ben 20) e di più breve durata. Solo in formato digitale il disco viene accompagnato dal download di Quaristice.Quadrange.ep.ae, un EP di tre tracce. Quaristice presenta una lunga serie di idee espresse in piccoli brani, idee che poi verranno rielaborate e diversificate nei due rispettivi ep, mentre il suono dell'album racchiude diversi elementi musicali, dall'IDM all'hip hop, passando per la techno al minimalismo, mentre alcune tracce sono prettamente sperimentali e di matrice astratta.
Il gruppo ritorna nel gennaio 2010 con l'annuncio di Oversteps, che viene pubblicato in marzo. Viene fatto seguire un tour con date in Europa, Australia e Giappone, il primo dopo quindici anni. In Oversteps il gruppo ha fatto un passo diverso tornando momentaneamente su caratteristiche più melodiche ma comunque organizzate su strutture di brani pur sempre complicate e mutevoli. Nel maggio 2010, invece, viene annunciato Move of Ten, un EP in formato 12" pubblicato nel luglio seguente.
Nell'aprile 2011 il duo pubblica il boxset di EP intitolato EPs 1991-2000 (in cui è escluso Move of Ten), che racchiude anche Cavity Job.
L'undicesimo album in studio, ossia Exai, viene pubblicato nel marzo 2013. Il disco dura due ore ed è considerato dai fan l'apice dell'espressione e filosofia artistica del duo. 
Il successivo EP esce a pochi mesi di distanza, esattamente il 28 ottobre 2013, e si intitola L-Event.

### AENAtour,AE_LIVE,elseq 1–5(2014–presente)
Nel 2015 il gruppo ha cominciato un tour per il Nord America, etichettato AENA. Il tour è stato ufficialmente annunciato dalla Warp Records il 25 maggio 2015. Il 29 Ottobre 2015 il duo ha reso disponibile sul loro store officiale della Bleep delle sessioni di registrazioni dal vivo chiamate AE_LIVE, una collezione di soundboard fatte nei concerti lunga circa 9 ore, il tutto accumulato durante il 2014 e il 2015.
Il 19 maggio 2016 il loro dodicesimo album viene pubblicato con il nome elseq 1-5 in formato solo digitale sullo store ufficiale del gruppo AE_STORE_, l'album è diviso in cinque rispettivi dischi digitali che in totale formano quasi 5 ore di nuovo materiale.

## Collaborazioni
Sia Booth che Brown sono conosciuti anche per la loro attività nel misterioso collettivo Gescom, di cui fanno parte circa 25 musicisti. 
Tre elaborati album (Æ³o & h³æ, Æo³ & ³hæ e ha³oe & ah³eo) sono stati realizzati con Andrew M. McKensie degli Hafler Trio. 
Hanno realizzato e pubblicato un brano (Elephant Gear) insieme al musicista canadese Venetian Snares, accreditato sotto l'alias AEVSVS.
Inoltre il gruppo ha collaborato dal vivo con diversi artisti e gruppi, tra cui Zoviet France, Fennesz e Roedelius.
Sean Booth ha realizzato l'album 3. Telepathics Meh In-Sect Connection (2010) con Mika Vainio dei Pan Sonic e col giapponese Kouhei Matsunaga.

## Metodi ed influenze
La musica degli Autechre è prodotta principalmente da apparecchi digitali e analogici organizzati in una grande varietà di sintetizzatori, computer, drum machine, campionatori, sequencer e mixer. Contemporaneamente costruiscono la loro musica anche attraverso software di programmazione come Max/Msp e Kyma, per il quale sono noti per il loro uso elevato a livelli molto complicati ed estremamente personali.
La loro musica è stata categorizzata da più parti come intelligent dance music. Il gruppo però è sempre stato riluttante a definire la propria musica con un genere preciso. Si possono comunque ricavare dalla loro produzione due filoni principali: il primo, che va dagli inizi fino alla pubblicazione di Tri Repetae, in cui la musica è più melodica e riconducibile alla classica ambient techno e IDM, ed il secondo, drasticamente più sperimentale, trasformista e astratto.
In Oversteps (2010) il gruppo ha fatto un passo diverso tornando momentaneamente su caratteristiche più melodiche ma comunque organizzate su strutture di brani pur sempre complicate e mutevoli.
Ad oggi gli Autechre sono largamente considerati come uno dei gruppi più influenti di musica elettronica. Negli anni novanta sono diventati piuttosto celebri per il brano Basscadet.
La loro musica è largamente influenzata da Afrika Bambaataa (vecchio rappresentante dell'old school hip hop) e Mantronix (old school electro music).
Come proprie influenze hanno citato il compositore greco Iannis Xenakis, il pionieri dell'elettronica Karlheinz Stockhausen, Bernard Parmegiani e il gruppo sperimentale inglese Coil.
Sono stati citati come grande influenza da artisti come Radiohead, Aphex Twin, Björk, Richard Devine, Squarepusher, Plaid e altri.

## In altri media
La loro musica, essendo anche derivata dai precursori della noise music, è ormai inclusa a pieno diritto nella serie di compilation An Introduction of Noise and Electronic Music (Sub Rosa).

## Discografia

### Album in studio
- 1993 - Incunabula
- 1994 - Amber
- 1995 - Tri Repetae
- 1997 - Chiastic Slide
- 1998 - LP5 (chiamato anche Autechre)
- 2001 - Confield
- 2003 - Draft 7.30
- 2005 - Untilted
- 2008 - Quaristice
- 2010 - Oversteps
- 2013 - Exai
- 2016 - elseq 1–5
- 2018 - NTS Sessions 1–4
- 2020 - SIGN
- 2020 - PLUS

### EP
- 1991 - Cavity Job (EP 12" vinile limitato a mille copie)
- 1991 - Lego Feet (come Lego Feet)
- 1994 - Anti EP
- 1995 - Garbage (incluso insieme a Anvil Vapre in Tri Repetae++)
- 1995 - Anvil Vapre (incluso insieme a Garbage in Tri Repetae++)
- 1997 - Envane
- 1997 - Cichlisuite (chiamato anche Cichli Suite)
- 1999 - Peel Sessions (brani registrati per John Peel nel 1995)
- 1999 - EP7 (due EP, ossia 7.1 e 7.2, uniti in un unico disco)
- 2001 - Peel Sessions 2 (brani registrati per John Peel nel 1999)
- 2002 - Gantz Graf (uscito anche in formato DVD)
- 2003 - æ³o & h³æ (con gli Afler Trio)
- 2005 - æo³ & ³hæ (con gli Afler Trio)
- 2008 - Quaristice.Quadrange.ep.ae
- 2008 - Digital Exclusive (disponibile solo nello store iTunes giapponese)
- 2010 - Move Of Ten
- 2011 - EPs 1991-2002 (set di 5 CD)
- 2013 - L-Event

### Singoli, promo e remix
- 1993 - Basscadet (cinque remix di Basscadet da Incunabula, chiamato anche Basscad)
- 1996 - We R Are Why (promo 12" vinile)
- 1997 - Radio Mix (remix)
- 1999 - Splitrmx12 (promo 12" vinile limitato a 3000 copie)
- 2008 - Quaristice (Versions) (incluso solo in 1000 copie di Quaristice consiste in 11 remix delle tracce dell'album)
- 2008 - Digital Exclusive (EP solo in digitale e solo in Giappone)